# Trematooecia clivulata
Trematooecia clivulata är en mossdjursart som beskrevs av Tilbrook 2006. Trematooecia clivulata ingår i släktet Trematooecia och familjen Colatooeciidae. Inga underarter finns listade i Catalogue of Life.